# Brasil en la Copa Mundial de Fútbol de 1962
La Copa Mundial de Fútbol de 1962 marcó la séptima participación de la selección brasileña de fútbol en esta competición. Fue el único país que participó en todas las ediciones del torneo de la FIFA, hecho que persistió al menos en la edición que se celebró en Catar en 2022. Fue la primera en la que Brasil defendió el título de campeón, tras ganar la Copa del Mundo en Suecia en 1958.
Garrincha fue elegido mejor jugador de la competición. Terminó la competición como uno de los máximos goleadores con 4 goles y también dio dos asistencias; además de hermosas jugadas y regates desconcertantes. Con su actuación, Garrincha aumentó su estatus como ídolo nacional, con el lanzamiento del documental Garrincha, Alegria do Povo y su romance con la famosa cantante Elza Soares.
El entrenador era Aymoré Moreira y el capitán era Mauro Ramos.
La campaña brasileña también estuvo marcada por la lesión de Pelé, en el segundo partido de la primera fase contra Checoslovaquia. El rey fue reemplazado por Amarildo, quien en una sorprendente actuación terminó como uno de los máximos goleadores.

## Eliminatorias
Al ganar la Copa Mundial de Fútbol de 1958 el equipo no compitió en la Clasificación para la Copa Mundial de Fútbol de 1962, ya que el último campeón tenía lugar garantizado con el anfitrión (Chile).

## Preparación para el Mundial
Después de la campaña victoriosa en la Copa Mundial de Fútbol de 1958 el entonces presidente de la Confederación Brasileña de Deportes, João Havelange decidió repetir todo los pasos de la planificación previa para ganar el segundo campeonato.
La comisión técnica era casi la misma que en el 58. Uno de los pocos cambios fue en el puesto de entrenador: Vicente Feola, que padecía Nefritis aguda y problemas cardíacos, se fue, y Aymoré Moreira ingresó. El equipo también contaba con muchos jugadores de la campaña anterior, incluso aquellos que en ese momento eran viejos: Nilton Santos (37 años), Didí (32), Djalma Santos (33), Zito (29), Zagallo (30), entre otros. De hecho, la edad media del equipo superaba los 27 años, cifra considerada elevada. Didi, que había dado 4 asistencias en el Mundial de 1954 y 6 asistencias en el Mundial de 1958; no dio asistencias en este Mundial. Aunque siguió siendo un titular importante con pases precisos, pero menos decisivos en ataque.
El Daily Mirror consideraba a Brasil como el gran favorito al título. Y el seleccionador de Gales, Jimmy Murphy, declaró: "Brasil hoy tiene un mejor equipo que en 1958. Tienen un ataque más potente y directo. Realizan tiros más frecuentes e inteligentes. No creo que haya nadie que pueda detenerlos".
El 19 de mayo de 1962 la Seleção realizó su último entrenamiento en Brasil, en la cancha del Fluminense. A partir de entonces, fue recibida por varios políticos, entre ellos el gobernador Carlos Lacerda, y el presidente de la época, João Goulart. De Brasília se dirigió a Campinas, donde embarcó a las 19.30 del 20 de mayo con destino a Chile.
Brasil era el gran favorito. El 27 de mayo de 1962, las bolsas inglesas pagaban 1,5 por el título de Brasil. Argentina llegaba a 5, Uruguay y la Unión Soviética a 6.

## Jugadores
| #     | Nac | Nombre          | Posición        | Edad            | Club            |
| ----- | --- | --------------- | --------------- | --------------- | --------------- |
| 1     |     | Gylmar†         | Portero         | 31              | Santos          |
| 2     |     | Djalma Santos†  | Defensa         | 33              | Palmeiras       |
| 3     |     | Mauro Ramos†    | Defensa         | 31              | Santos          |
| 4     |     | Zito†           | Mediocampista   | 29              | Santos          |
| 5     |     | Zózimo†         | Defensa         | 29              | Bangu           |
| 6     |     | Nílton Santos†  | Mediocampista   | 37              | Botafogo        |
| 7     |     | Garrincha†      | Delantero       | 28              | Botafogo        |
| 8     |     | Didí†           | Mediocampista   | 32              | Botafogo        |
| 9     |     | Coutinho†       | Delantero       | 18              | Santos          |
| 10    |     | Pelé†           | Delantero       | 21              | Santos          |
| 11    |     | Pepe            | Delantero       | 27              | Santos          |
| 12    |     | Jair Marinho†   | Defensa         | 25              | Fluminense      |
| 13    |     | Bellini†        | Defensa         | 31              | São Paulo       |
| 14    |     | Jurandir†       | Defensa         | 21              | São Paulo       |
| 15    |     | Altair†         | Defensa         | 24              | Fluminense      |
| 16    |     | Zequinha†       | Mediocampista   | 27              | Palmeiras       |
| 17    |     | Mengálvio       | Mediocampista   | 22              | Santos          |
| 18    |     | Jair da Costa†  | Delantero       | 21              | Portuguesa      |
| 19    |     | Vavá†           | Delantero       | 27              | Palmeiras       |
| 20    |     | Amarildo        | Delantero       | 22              | Botafogo        |
| 21    |     | Mário Zagallo†  | Delantero       | 30              | Botafogo        |
| 22    |     | Castilho †      | Portero         | 34              | Fluminense      |
| D. T. |     | Aymoré Moreira† | Aymoré Moreira† | Aymoré Moreira† | Aymoré Moreira† |

## Campaña
Brasil debutó goleando 2 a 0 a México Zagallo en un centro de Pelé y Pelé en jugada individual. En el segundo partido empató 0-0 con los checos. Pelé abandonó el campo en el minuto 28 del primer tiempo. La lesión privó del campeonato mundial a Pelé en su mejor momento físico y técnico, que jugó sólo el primer partido, pero fue dos veces campeón del mundo de clubes con el Santos en 1962 y 1963. Para el partido contra España, Amarildo fue elegido como sustituto. La lesión de Pelé dejó el ambiente de aprensión. Amarildo declaró "Tengo el corazón para sustituir a Pelé", el rey tranquilizó a los aficionados: "La lesión no es una tragedia y Brasil no depende sólo de mí". Fue uno de los partidos más difíciles de la campaña. España se adelantó con un pase de Puskas a Adelardo Rodríguez. Collar fue derribado por Nilton Santos en el área, pero el árbitro pitó falta fuera del área en una de las jugadas polémicas del Mundial. De tiro libre, Peiró anotó con una chilena, pero la jugada fue anulada por el árbitro Sergio Bustamante. Brasil empató a los 25 minutos del segundo tiempo, con un centro de Zagallo para Amarildo. A los 30 minutos del segundo tiempo, Garrincha centró para Amarildo. 2 a 1. El Jornal dos Sports reconoció la superioridad española en la primera parte, pero elogió la "notable reacción" de Brasil en la segunda parte. Para el diario se trata de una victoria "dramática y espectacular" del equipo que reacciona ante una "derrota casi segura".
En cuartos de final, Brasil 3-1 en Inglaterra, con espectáculo de Garrincha. Córner de Zagallo para Garrincha. 1 a 0. Greaves cabeceó al palo y Hitchens consiguió el rebote. 1 a 1. En el segundo tiempo, Garrincha cobró un tiro libre, el portero Springett se soltó y Vavá anotó en el rebote. 2 a 1. Amarildo a Garrincha. 3 a 1. La prensa inglesa elogió la actuación de Garrincha, comparándolo con estrellas inglesas del pasado, Garrincha sería una especie de "Stanley Matthews, Tom Finney y un encantador de serpientes todo en uno".
En semifinal, Brasil 4-2 a Chile. Vavá a Garrincha 1 a 0. Córner de Zagallo a Garrincha. 2 a 0. Toro cobrando tiro libre. 2 a 1. Córner de Garrincha para Vavá. 3 a 1. Mano de Zózimo. Sánchez convirtió. 3 a 2. Centro de Zagallo y Vavá. 4 a 2. Tras la semifinal, el diario chileno El Mercurio tituló: "Garrincha, ¿de qué planeta vienes?
Garrincha fue expulsado del partido, pero los directivos brasileños lograron eliminar la suspensión del acta del partido. Según Espn: "Hay muchas versiones sobre este caso, desde sobornos de 5.000 a 15.000 dólares o un viaje urgente a su país de origen, hasta un simple 'convencer' de que Garrincha quedarse fuera de la final del Mundial sería un absurdo". Zagallo afirmó: “Sé que hicieron desaparecer al juez de línea para que no firmara el acta. Para nosotros fue genial, porque el malestar se pasó al rival, con Garrincha en el campo”.
En la Final de la Copa Mundial de Fútbol de 1962, Brasil venció a Checoslovaquia por 3 a 1. Garrincha tenía 38 grados de fiebre. Pospíchal para Masopust. 0 a 1. Zagallo por Amarildo. 1 a 1. Amarildo centró para Zito. 2 a 1. Vavá aprovechó el error del portero. 3 a 1.

## Participación

### Grupo 3
| Equipo         | Pts | PJ | PG | PE | PP | GF | GC | Dif |
| -------------- | --- | -- | -- | -- | -- | -- | -- | --- |
| Brasil         | 5   | 3  | 2  | 1  | 0  | 4  | 1  | 3   |
| Checoslovaquia | 3   | 3  | 1  | 1  | 1  | 2  | 3  | -1  |
| México         | 2   | 3  | 1  | 0  | 2  | 3  | 4  | -1  |
| España         | 2   | 3  | 1  | 0  | 2  | 2  | 3  | -1  |

| 30 de mayo de 1962, 15:00 | Brasil                 | 2:0 (0:0) | México | Estadio Sausalito, Viña del Mar                                      |                                                                      |
|                           | Zagallo 56' · Pelé 73' | Reporte   |        | Asistencia: 10 484 espectadores Árbitro(s): Gottfried Dienst (Suiza) | Asistencia: 10 484 espectadores Árbitro(s): Gottfried Dienst (Suiza) |

| 2 de junio de 1962, 15:00 | Brasil | 0:0     | Checoslovaquia | Estadio Sausalito, Viña del Mar                                       |                                                                       |
|                           |        | Reporte |                | Asistencia: 14 903 espectadores Árbitro(s): Pierre Schwinte (Francia) | Asistencia: 14 903 espectadores Árbitro(s): Pierre Schwinte (Francia) |

| 6 de junio de 1962, 15:00 | Brasil            | 2:1 (0:1) | España       | Estadio Sausalito, Viña del Mar                                       |                                                                       |
|                           | Amarildo 72', 86' | Reporte   | Adelardo 35' | Asistencia: 18 715 espectadores Árbitro(s): Sergio Bustamante (Chile) | Asistencia: 18 715 espectadores Árbitro(s): Sergio Bustamante (Chile) |

### Cuartos de final
| 10 de junio de 1962, 14:30 | Brasil                        | 3:1 (1:1) | Inglaterra   | Estadio Sausalito, Viña del Mar                                       |                                                                       |
|                            | Garrincha 31', 59' · Vavá 53' | Reporte   | Hitchens 38' | Asistencia: 17 736 espectadores Árbitro(s): Pierre Schwinte (Francia) | Asistencia: 17 736 espectadores Árbitro(s): Pierre Schwinte (Francia) |

### Semifinales
| 13 de junio de 1962, 14:30 | Brasil                          | 4:2 (2:1) | Chile                         | Estadio Nacional, Santiago                                         |                                                                    |
|                            | Garrincha 9' 32' · Vavá 47' 78' | Reporte   | Toro 42' · Sánchez 61' (pen.) | Asistencia: 76 594 espectadores Árbitro(s): Arturo Yamasaki (Perú) | Asistencia: 76 594 espectadores Árbitro(s): Arturo Yamasaki (Perú) |

### Final
| 17 de junio de 1962, 14:30 | Brasil                             | 3:1 (1:1) | Checoslovaquia | Estadio Nacional, Santiago                                                      |                                                                                 |
|                            | Amarildo 17' · Zito 69' · Vavá 78' | Reporte   | Masopust 15'   | Asistencia: 68 679 espectadores Árbitro(s): Nickolaj Latychev (Unión Soviética) | Asistencia: 68 679 espectadores Árbitro(s): Nickolaj Latychev (Unión Soviética) |

## Goleadores
4 goles
- Garrincha
- Amarildo
- Vavá

2 goles
- Zagallo

1 goles
- Pelé
- Zito

## Asistentes
5 asistencias
- Zagallo

2 asistencias
- Garrincha
- Amarildo

1 asistencias
- Pelé